# Piromorfit

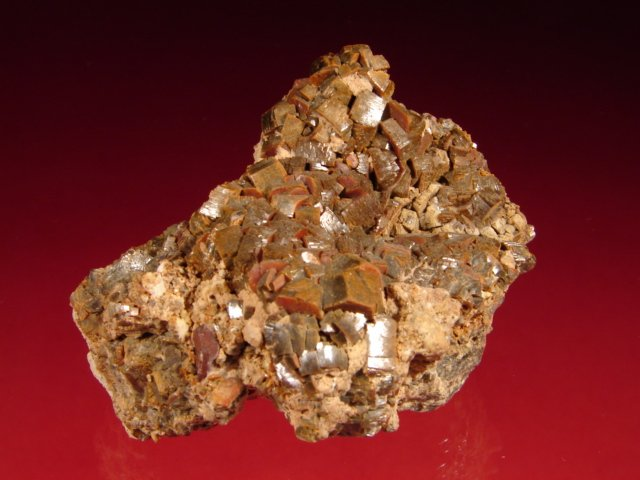

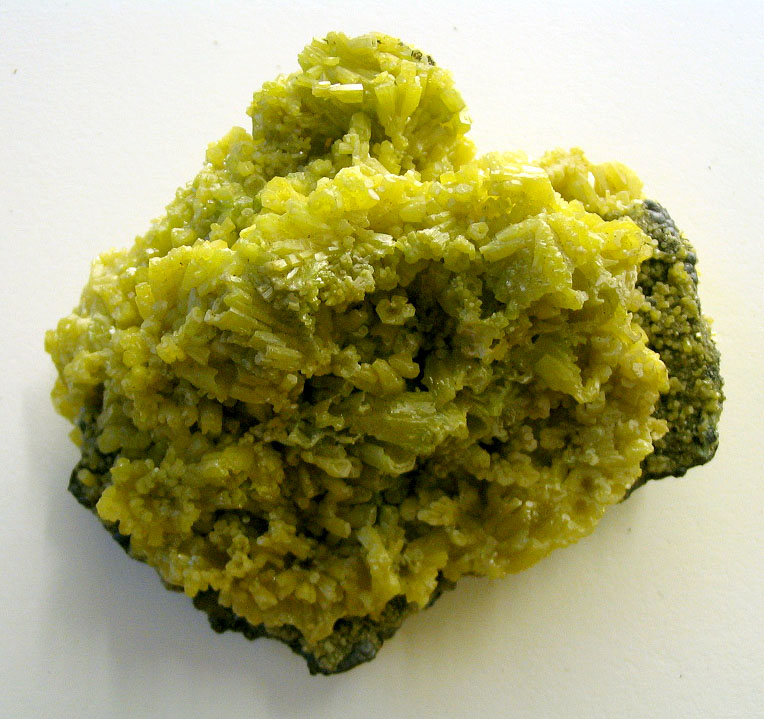

Piromorfit (pyromorfit) – minerał z gromady fosforanów. Należy do grupy minerałów rzadkich, rozpowszechnionych tylko w niektórych rejonach Ziemi. 
Nazwa pochodzi od gr. pyr = ogień i morphe = postać, forma, kształt.

## Charakterystyka

### Właściwości
Zazwyczaj tworzy kryształy o pokroju słupa heksagonalnego zakończonego bipiramidą, niekiedy kryształy mają zarysy beczułkowate. Występuje w skupieniach ziarnistych, nerkowatych, pręcikowych, promienistych, naskorupieniach. Jest kruchy i przezroczysty, czasami bywa czerwony lub pomarańczowy (domieszki tlenku chromu). Jest izostrukturalny (izomorficzny) z mimetezytem, apatytem, wanadynitem. Często tworzy pseudomorfozy po galenie i cerusycie. Minerał ogrzany w płomieniach ognia zachowuje swój pierwotny kształt. Ma bardzo silną dyspersję oraz słaby pleochroizm. Dwójłomność piromorfitu jest bardzo wysoka i wynosi 0,01. 

### Występowanie
Powstaje jako minerał wtórny w strefie utleniania kruszców ołowiu, w etapie hydrotermalnym. Towarzyszą mu najczęściej takie minerały jak galena, malachit, goethyt, kwarc, cerusyt czy mimetyt.  
Miejsca występowania:
- Na świecie: Rosja, Kazachstan, Australia, USA, Kanada, Niemcy, Słowacja, Wielka Brytania, Włochy.

- W Polsce: został znaleziony w kopalniach cynku i ołowiu koło Bytomia oraz na Dolnym Śląsku – Góry Sowie, Góry Kaczawskie; w Stanisławowie na Pogórzu Kaczawskim, w Rudawach Janowickich oraz w Górach Świętokrzyskich[1].

### Zastosowanie
- ma znaczenie naukowe – wskaźnik kruszcowych złóż ołowiu,
- cenny dla kolekcjonerów,
- ruda ołowiu zawiera 75% Pb.